# Ciosny (Tomaszów Mazowiecki)
Pour les articles homonymes, voir Ciosny.
Ciosny est une localité polonaise de la gmina d'Ujazd, située dans le powiat de Tomaszów Mazowiecki en voïvodie de Łódź.